# Toxonprucha minuscula
Toxonprucha minuscula là một loài bướm đêm trong họ Erebidae.